# Circolo A
Il Circolo A è un cimitero reale del XVI secolo a.C. situato a sud della Porta dei Leoni, l'ingresso principale della cittadella di età del bronzo di Micene nel sud della Grecia. Questo complesso funerario fu inizialmente costruito al di fuori delle mura di fortificazione di Micene, ma alla fine fu racchiuso nell'acropoli quando le fortificazioni furono estese durante il XIII secolo a.C. Il Circolo A e il Circolo B, quest'ultimo scoperto al di fuori delle mura di Micene, rappresentano una delle principali caratteristiche della prima fase della civiltà micenea.
Il Circolo ha un diametro di 27,5 m e contiene sei fosse d'albero, dove vi sono sei tombe per un totale di diciannove corpi sepolti. È stato suggerito di costruire un tumulo su ogni tomba e sono state erette delle steli funerarie. Tra gli oggetti trovati c'erano una serie di maschere mortuarie d'oro, inoltre accanto al defunto c'erano una serie completa di armi, stendardi decorati e coppe d'oro e d'argento. Il sito fu scavato dall'archeologo Heinrich Schliemann nel 1876, in seguito alle descrizioni di Omero e Pausania. Una delle maschere d'oro che ha portato alla luce è diventata nota come La maschera della morte di Agamennone, dominatore di Micene secondo la mitologia greca. Tuttavia, è stato dimostrato che le sepolture risalgono a circa tre secoli prima, prima che Agamennone avrebbe regnato.
Gli oggetti di valore trovati nelle tombe suggeriscono che potenti sovrani furono sepolti in questo sito. Anche se si supponeva che Agamennone fosse vissuto secoli dopo, queste tombe avrebbero potuto appartenere alla precedente dinastia regnante di Micene secondo la mitologia greca, i Perseidi. Secondo la mitologia greca Micene ebbe un periodo in cui regnarono due re. Gli archeologi hanno suggerito che queste due tombe possono corrispondere a entrambi i re.

## Antefatto

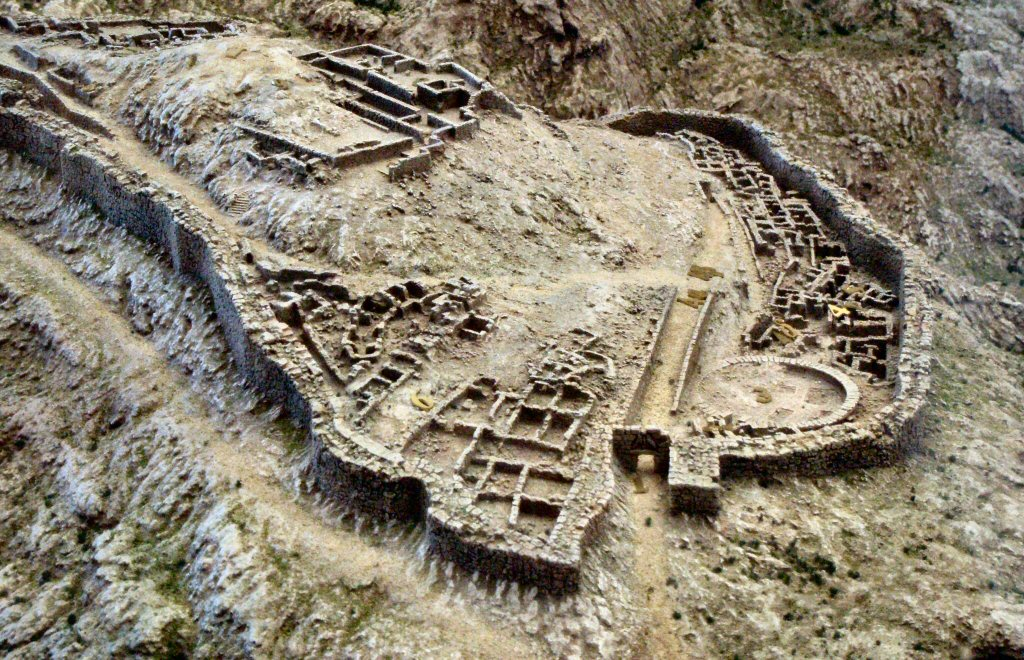
Modello di Micene. Il Circolo A è ben visibile a destra della Porta dei Leoni.

Durante la fine del III millennio a.C. (circa 2200 a.C.), gli abitanti indigeni della Grecia continentale subirono una trasformazione culturale attribuita ai cambiamenti climatici, agli eventi locali e agli sviluppi (vale a dire la distruzione della "Casa delle Tegole"), nonché ai continui contatti con varie aree come l'Asia occidentale minore, le Cicladi, l'Albania e la Dalmazia. Queste persone dell'Età del Bronzo erano dotate di cavalli, si circondavano di beni di lusso e costruivano elaborate tombe a fossa. L'acropoli di Micene, uno dei principali centri della cultura micenea, situata nell'Argolide, nel nord-est del Peloponneso, è stata costruita su una collina difensiva ad un'altezza di 128 m e copre un'area di 30.000 m2. Le tombe ad asta trovate a Micene indicavano l'elevazione di una nuova dinastia reale di lingua greca il cui potere economico dipendeva dal commercio marittimo a lunga distanza. Le tombe A e B, scoperte al di fuori delle mura di Micene, rappresentano una delle principali caratteristiche della prima fase della civiltà micenea.

## Storia
Le tombe micenee sono essenzialmente una variante argiva della tradizione rudimentale del Medio Elladico funerario con caratteristiche derivate dalle tradizioni dell'età del Bronzo sviluppate localmente nella Grecia continentale. Il Circolo A, formata intorno al 1600 a.C. come nuovo luogo di sepoltura dell'élite, fu probabilmente prima limitato agli uomini e sembra essere una continuazione del precedente Circolo B e si correla con la tendenza sociale generale degli investimenti di sepoltura più elevati in tutta la Grecia del tempo. Il sito del Circolo A faceva parte di un più grande luogo funerario del periodo medio elladico. All'epoca in cui fu costruito, durante il tardo periodo elladico I (1600 a.C.), probabilmente c'era un piccolo palazzo non fortificato a Micene, mentre le tombe della famiglia dominante micenea sono rimaste fuori dalle mura della città. Non ci sono prove di un muro circolare attorno al sito durante il periodo delle sepolture. L'ultima sepoltura avvenne intorno al 1500 a.C.
Subito dopo l'ultima sepoltura, i sovrani locali abbandonarono le tombe a pozzo in favore di una nuova e più imponente forma di tomba già in via di sviluppo in Messenia, nel sud del Peloponneso, la tholos. Intorno al 1250 a.C., quando furono estese le fortificazioni di Micene, il Circolo A fu incluso all'interno del nuovo muro. Un muro di recinzione a doppio anello è stato anche costruito intorno all'area. Sembra che il sito sia diventato un temenos (zona sacra), mentre una costruzione circolare, forse un altare, è stato trovato sopra una tomba. Il luogo di sepoltura era stato ricostruito come monumento, un tentativo da parte dei sovrani micenei del XIII secolo a.C. di appropriarsi del possibile passato eroico della più antica dinastia regnante. In questo contesto, la superficie fu costruita per elevare un recinto di livello per le cerimonie, con la rielezione delle stele sulle tombe. Un nuovo ingresso, la Porta dei Leoni, fu costruito vicino al sito.

## Ritrovamenti
Il Circolo A, con un diametro di 27,5 m, si trova sull'acropoli di Micene sud-est della Porta dei Leoni. Il sito è circondato da due file di lastre, mentre lo spazio tra le file è stato riempito di terra e coperto con lastre. Il Circolo contiene sei tombe a fossa, la più piccola delle quali misura 3 m per 3,5 m e la più grande misura 4,50 m per 6,40 m (la profondità di ciascuna tomba a fossa varia da 1 m a 4 m). Sopra ogni tomba è stato costruito un tumulo e sono state erette delle stele, probabilmente in memoria dei sovrani micenei lì sepolti; tre di esse raffigurano scene di carri.
Un totale di diciannove corpi: otto uomini, nove donne e due bambini - sono stati trovati nei pozzi, che contenevano da due a cinque corpi ciascuno (ad eccezione della tomba II, che era una sepoltura singola). Tra i reperti, sono state trovate zanne di cinghiale nella tomba IV e cinque maschere d'oro nelle tombe IV e V. Una di esse, la presunta maschera di Agamennone, è stata trovata nella tomba V. Inoltre, coppe d'oro e d'argento, tra cui la Coppa di Nestore e il sepolcrale d'argento, furono trovati dalla parte del defunto. Sono stati trovati anche un numero di anelli d'oro, bottoni e braccialetti. La maggior parte delle tombe era equipaggiata con set completi di armi, specialmente spade, e le raffigurazioni degli oggetti mostrano scene di combattimento e di caccia. Il genere di quelli sepolti qui era distinto in base ai beni inumati con cui erano sepolti. Gli uomini furono trovati con le armi mentre le donne ricevevano gioielli.
Molti oggetti erano anche progettati per indicare il rango sociale dei defunti, ad esempio i pugnali decorati, che erano oggetti d'arte e non potevano essere considerate vere armi. Bastoni ornati e uno scettro della tomba IV indicano chiaramente uno status molto significativo del defunto. Oggetti come teste di tori con un'ascia doppia mostrano chiare influenze minoiche. All'epoca in cui fu costruito il Circolo, i micenei non avevano ancora conquistato la Creta minoica. Anche se sembra abbiano riconosciuto i minoici come i fornitori del migliore stile e manufatti, poiché la maggior parte degli oggetti decorati in stile minoico e sepolti nel Circolo A non sono minoici ma di artigianato indigeno. D'altra parte, alcuni motivi come le scene di combattimento e di caccia sono chiaramente di stile miceneo. La combinazione di beni di lusso trovati in questo sito era interessante nel modo in cui rappresentava molte società diverse del tempo. Questo era un esempio di "stile internazionale" nel senso che i paesi avrebbero usato la tecnologia di base di una società e l'avrebbero modificata per adattarsi all'immagine comune della loro società.

## Scavi
Il sito di Micene è stato il primo in Grecia ad essere sottoposto a moderni scavi archeologici. Fu scavato dall'archeologo tedesco Heinrich Schliemann nel 1876. Schliemann, ispirato alle descrizioni di Omero nell'Iliade, in cui Micene è definita "abbondante in oro", iniziò a scavare là. Seguiva anche i resoconti dell'antico geografo Pausania che, durante il II secolo d.C., descriveva il sito un tempo prospero e menzionava che secondo una tradizione locale, le tombe di Agamennone e dei suoi seguaci, tra cui il suo auriga Eurimedone e i due figli di Cassandra, furono sepolti all'interno della cittadella. Ciò che Schliemann scoprì nel suo scavo soddisfaceva sia la sua opinione sulla precisione storica di Omero che la sua brama di preziosi tesori. Tra gli oggetti che ha portato alla luce nel Circolo A c'erano una serie di maschere mortuarie d'oro, tra cui una che ha chiamato "La maschera mortuaria di Agamennone" Schliemann liberò cinque aste e li riconobbe come le tombe menzionate da Pausania. Ha interrotto la sua esplorazione dopo che la quinta tomba è stata esplorata, credendo di aver finito di scavare il Circolo, tuttavia un anno dopo Panagiotis Stamatakis ha trovato una sesta tomba.
Da allora è stato dimostrato che le sepolture del Circolo A risalgono al XVI secolo a.C., prima dell'epoca tradizionale della guerra di Troia (XIII-XII secolo aC), in cui avrebbe dovuto partecipare Agamennone.

### Altre letture suggerite
- (EN) John Chadwick, The Mycenaean World, Cambridge University Press, 25 marzo 1976, ISBN 9780521290371. URL consultato l'11 febbraio 2018.
- (EN) Elizabeth Bayard French, Mycenae: Agamemnon's Capital : the Site in Its Setting, Tempus, 2002, ISBN 9780752419510. URL consultato l'11 febbraio 2018.
- Mylonas, George E. (1983). Mycenae Rich in Gold. Athens: Ekdotike Athenon.
- (EN) Alan John Bayard Wace, Mycenae: An Archaeological History and Guide, Biblo and Tannen, 1964. URL consultato l'11 febbraio 2018.